# 大逃殺 (電影)
《大逃殺》（日語：バトル・ロワイアル；Battle Royale）是一部日本電影，改編自日本作家高見廣春的同名小說。上映前，因劇本題材過於聳人聽聞，恐有影響青少年行為及政府形象的疑慮，主要影片制作人員必須前往日本國會接受議員質詢，成為日本首開國會備詢先例的日本电影。由於本片險些引發禁止公開放映的爭議，但在相關人士極力奔走下，從最初年齡限制需年滿18歲以上，修改成年齡限制需年滿15歲以上，才可以購票入場。但是，限制放寬为年滿15歲以上後，文部科學省又特別強調要嚴查年齡限制，並將會派專人前往電影院嚴格查驗观众證件。
该片上映後，不僅成為日本當年度的話題作品，締造下31.1億日圓的斐然佳績，而且作品所創造的話題效應甚至擴展到了周邊的亞洲國家。
這部電影也被電子遊戲開發商作為參考，形成了現今的大逃殺遊戲類型。

## 作品概述
故事劇情描述成年人與青少年之間的互信關係愈來愈淡薄，再沒有人肯關心對方，透過匪夷所思的荒謬规則，傳達弱肉強食才是生存之道的残酷法则，諷刺著現實社會上的陰暗面。整部电影在東京都八丈支廳八丈小島取景，藉由位於太平洋上的無人孤島，襯托出參與者孤立無援的情況。

## 劇情簡介
|                | 新世紀之初，一個國家陷入衰敗。失業率突破15%，失業人數達到一千萬，八十萬學生杯葛校園制度，青少年犯罪問題增加。信心盡失的成年人對青少年存有恐懼，於是通過了一條法案：《新世紀教育改革法案》（簡稱「ＢＲ法」）。 |
| ——引自片頭字幕 | |

「BR法」生存遊戲規則：
從全國共四萬三千班中學三年級學生當中，隨機抽選一班，參加一場互相殘殺的遊戲，直到只剩一人生還為止；否則，全部格殺勿論…被抽選中的这个班，會被送到無人小島進行遊戲。
原本一群開心地乘坐遊覽車預定參加畢業旅行的城岩中學三年Ｂ班學生，卻在路途中遭受「大東亞共和國」军政府的挾持，军人们將全體（共40名）學生帶往荒无人烟的「沖木島」上。甦醒後，他們發現脖子上被扣上特製頸環，並身處於一間凌亂的教室中，而後方卻有著2位陌生男子；此時，軍隊與老師突然出現面前，並告訴他們《ＢＲ法》設立原由及「遊戲規則」，立刻通知該班獲選為本年度實施的班級。現場播放了一段影片，影片中的女主持人宣佈遊戲規則：
- 生存方式：殺死自己以外全體的同班同學！
- 遊戲規則：

地圖：沖木島可以分成多個地區，經由老師於上下午零時及上下午六時廣播，一天共四次。廣播中，老師會講出何時何地是危險地區；如果在該區域內的人必須馬上離開。
頸環：完全防水、防震，絕對無法卸下來。頸圈會偵測出心跳的脈搏，用電波通知当局佩戴人的所在位置和行動，若於時限內不離開危險地區內，或作出不軌行為，當局將於識別後發送出電波，控制頸環在發出警報聲後爆炸；如果想強行摘除下來，也會引爆，所以絕對不可嘗試。它後方还藏有窃聽器，用窃聽來得知參與者有何計劃。
時間：這個遊戲時間為三天。如果遊戲時間完結後仍未能分出最後生還者，全部的頸環都會自動爆炸，也就是優勝者從缺。
背包：內有水、糧食、地圖、筆、指南針、手電筒及武器。至於，武器是採取隨機抽選，不一定是冷兵器或槍枝，而是採取隨意分配，以防止不公平的情況產生。
隨後，全體40位學生在唱名下，各自依順序領取背包，離開教室，被迫參與這場殺戮「遊戲」。只是，當同學再度見面之時，到底是「朋友」還是「敵人」？……

## 演員

### 男學生
| 城岩中學三年B班：男學生名單 | 城岩中學三年B班：男學生名單 | 城岩中學三年B班：男學生名單 | 城岩中學三年B班：男學生名單 | 城岩中學三年B班：男學生名單                        | 城岩中學三年B班：男學生名單 |
| 序號                        | 角色名稱                    | 演員                        | 分配武器                    | 死因                                               | 名次 (按照電影內的官方排名) |
| --------------------------- | --------------------------- | --------------------------- | --------------------------- | -------------------------------------------------- | --------------------------- |
| 1                           | 赤松義生                    | 日下慎                      | 十字弓                      | 想搶回被新井田和志拾起的十字弓反被射死             | 39th                        |
| 2                           | 飯島敬太                    | 松澤蓮                      | 十手                        | 被桐山和雄用衝鋒槍射死                             | 6th                         |
| 3                           | 大木立道                    | 西春豪起                    | 斧頭                        | 襲擊七原秋也時反意外被自己的斧頭劈死               | 28th                        |
| 4                           | 織田敏憲                    | 山口森廣                    | 避彈衣                      | 被桐山和雄用刀斬首後被放置手榴彈炸爆腦袋           | 21st                        |
| 5                           | 川田章吾                    | 山本太郎                    | 弗蘭基SPAS-12戰鬥霰彈槍     | 獲得優勝後因負傷過重而死                           | Winner                      |
| 6                           | 桐山和雄                    | 安藤政信                    | 紙扇                        | 雙眼被爆炸波及而失明後被川田章吾用槍射爆頸圈而死   | 4th                         |
| 7                           | 國信慶時                    | 小谷幸弘                    | 無 (遊戲前已死亡)           | 因反抗被北野老師啟動頸圈爆炸而死                   | 41st                        |
| 8                           | 倉元洋二                    | 大西修                      | 繩子                        | 同矢作好美一起上吊自殺                             | 31st                        |
| 9                           | 黑長博                      | 增田裕生                    | 刀                          | 被桐山和雄用衝鋒槍射死                             | 35th                        |
| 10                          | 笹川龍平                    | 鄉志郎                      | 烏茲衝鋒槍                  | 與班上混混一行五人圍毆桐山和雄時被奪走衝鋒槍後射死 | 37th                        |
| 11                          | 杉村弘樹                    | 高岡蒼甫                    | 全球定位系统                | 被琴彈加代子誤會而被她用手槍射死                   | 10th                        |
| 12                          | 瀨戶豐                      | 島田豐                      | 餐叉                        | 被桐山和雄用衝鋒槍射死                             | 7th                         |
| 13                          | 瀧口優一郎                  | 內藤淳一                    | 彎刀                        | 被相馬光子色誘後用鐮刀砍死                         | 17th                        |
| 14                          | 月岡彰                      | 廣川茂樹                    | 雙節棍                      | 被桐山和雄用衝鋒槍射死                             | 38th                        |
| 15                          | 七原秋也                    | 藤原龍也                    | 鍋蓋                        | 存活（與中川典子成功逃出）                         | 2nd/3rd                     |
| 16                          | 新井田和志                  | 本田博仁                    | 衣架                        | 性騷擾並激怒千草貴子後被刀殺死                     | 23rd                        |
| 17                          | 沼井充                      | 柴田陽亮                    | 柯爾特蟒蛇左輪手槍          | 被桐山和雄用衝鋒槍射死                             | 36th                        |
| 18                          | 旗上忠勝                    | 橫道智                      | 金屬球棒                    | 被相馬光子色誘後用鐮刀砍死                         | 18th                        |
| 19                          | 三村信史                    | 塚本高史                    | 貝瑞塔92手槍                | 被桐山和雄用衝鋒槍射傷後引爆自製的炸彈自爆而死     | 5th                         |
| 20                          | 元淵恭一                    | 新田亮                      | 史密斯威森M19左輪手槍       | 被川田章吾用霰彈槍射死                             | 27th                        |
| 21                          | 山本和彥                    | 佐野泰臣                    | 缽卷                        | 被小川櫻拉著去跳海自殺                             | 33rd                        |

### 女學生
| 城岩中學三年B班：女學生名單 | 城岩中學三年B班：女學生名單 | 城岩中學三年B班：女學生名單 | 城岩中學三年B班：女學生名單 | 城岩中學三年B班：女學生名單                                      | 城岩中學三年B班：女學生名單 |
| 序號                        | 角色名稱                    | 演員                        | 分配武器                    | 死因                                                             | 名次 (按照電影內的官方排名) |
| --------------------------- | --------------------------- | --------------------------- | --------------------------- | ---------------------------------------------------------------- | --------------------------- |
| 1                           | 稻田瑞穗                    | 木下統耶子                  | 菜刀                        | 與好友南佳織搶救生圈時被冰鎬插死                                 | 19th                        |
| 2                           | 内海幸枝                    | 石川繪里                    | S&W 357 Magnum              | 被野田聰美用衝鋒槍擊中，負傷過重而死                             | 12th                        |
| 3                           | 江藤惠                      | 池田早矢加                  | 電擊棒                      | 被相馬光子設計後遭到鐮刀割喉而死                                 | 29th                        |
| 4                           | 小川櫻                      | 嶋木智實                    | 放棄領取                    | 帶著山本和彥跳海自殺                                             | 32nd                        |
| 5                           | 金井泉                      | 三原珠紀                    | 手榴弹                      | 被桐山和雄用衝鋒槍射死                                           | 34th                        |
| 6                           | 北野雪子                    | 金澤佑香利                  | 揚聲器                      | 被桐山和雄用衝鋒槍射死                                           | 25th                        |
| 7                           | 日下友美子                  | 加藤操                      | 日本刀                      | 被桐山和雄用衝鋒槍射死                                           | 26th                        |
| 8                           | 琴彈加代子                  | 三村恭代                    | 格洛克19                    | 因誤殺杉村弘樹而懊悔時被相馬光子偷襲用槍射死                     | 9th                         |
| 9                           | 榊祐子                      | 日向瞳                      | 氰化钾                      | 因害死全部同伴感到自責而從灯塔高處跳下自殺                       | 11th                        |
| 10                          | 清水比呂乃                  | 永田杏奈                    | M1911手槍                   | 一時大意被相馬光子奪槍射死                                       | 24th                        |
| 11                          | 相馬光子                    | 柴咲幸                      | 鐮刀                        | 與桐山和雄搏鬥後被奪槍射死                                       | 8th                         |
| 12                          | 谷澤遙                      |                             | 白朗寧大威力半自動手槍      | 被野田聰美用衝鋒槍射死                                           | 14th                        |
| 13                          | 千草貴子                    | 栗山千明                    | 瑞士刀                      | 受傷後喘息時被相馬光子偷襲，被開槍射中後負傷過重而死             | 22nd                        |
| 14                          | 天堂真弓                    | 野見山晴可                  | 拳擊手套                    | 一出教室就被赤松義生偷襲用十字弓射死                             | 40th                        |
| 15                          | 中川典子                    | 前田亞季                    | 雙筒望遠鏡                  | 存活（與七原秋也成功逃出）                                       | 2nd/3rd                     |
| 16                          | 中川有香                    | 花村怜美                    | 小型烏茲                    | 因貪吃被榊祐子意外毒殺而死                                       | 16th                        |
| 17                          | 野田聰美                    | 神谷涼                      | 雷明登870泵動式霰彈槍       | 在小團戰中以一殺多，身中數槍後想再殺榊祐子時被內海幸枝用手槍射死 | 13th                        |
| 18                          | 藤吉文世                    | 井上亞紀                    | 無 (遊戲前已死亡)           | 看影片私下聊天時，被北野老師用飛刀擊中頭部而死                   | 42nd                        |
| 19                          | 松井知里                    | 金井愛砂美                  | 瓦爾特PPK/S手槍             | 想拿武器而被野田聰美用衝鋒槍射死                                 | 15th                        |
| 20                          | 南佳織                      | 關口舞                      | 冰鎬                        | 與好友稻田瑞穗搶救生圈時被菜刀砍死                               | 20th                        |
| 21                          | 矢作好美                    | 馬場喬子                    | 玩具鎚                      | 同倉元洋二一起上吊自殺                                           | 30th                        |

### 其他角色
| 角色名稱 | 演員       | 備註           | 死因                                 |
| -------- | ---------- | -------------- | ------------------------------------ |
| 舞       | 岩村愛     | 前回優勝者     | 參見大逃殺2                          |
| 北野诗织 | 前田愛     | 北野的女兒     | 參見大逃殺2                          |
| 大貫慶子 | 美波       | 川田章吾的戀人 | 在遊戲結束前故意被川田章吾射死       |
| 安城三尉 | 龍川剛     |                | -                                    |
| 未具名   | 谷口高史   | 七原秋也的父親 | 上吊自殺                             |
| 林田昌朗 | 中井出健   | 班級導師       | 拒絕參與遊戲而被軍人們射殺           |
| 未具名   | 深浦加奈子 | 新聞女記者     | -                                    |
| 未具名   | 宮村優子   | 講解影帶小姐   | -                                    |
| 北野老師 | 北野武     | 科任教師       | 假裝開槍引誘七原秋也用衝鋒槍射死自己 |

### 作中死亡順序
| 序號 | 死者名字   | 行兇兇手           | 殺害人數 |
| ---- | ---------- | ------------------ | -------- |
| 1st  | 藤吉文世   | 北野老師           | 0        |
| 2nd  | 國信慶時   | 北野老師           | 0        |
| 3rd  | 天堂真弓   | 赤松義生           | 0        |
| 4th  | 赤松義生   | 新井田和志         | 1        |
| 5th  | 月岡彰     | 桐山和雄           | 0        |
| 6th  | 笹川龍平   | 桐山和雄           | 0        |
| 7th  | 沼井充     | 桐山和雄           | 0        |
| 8th  | 黑長博     | 桐山和雄           | 0        |
| 9th  | 金井泉     | 桐山和雄           | 0        |
| 10th | 山本和彥   | 山本和彥(自殺)     | 1        |
| 11th | 小川櫻     | 小川櫻(自殺)       | 1        |
| 12th | 倉元洋二   | 倉元洋二(自殺)     | 1        |
| 13th | 矢作好美   | 矢作好美(自殺)     | 1        |
| 14th | 江藤惠     | 相馬光子           | 0        |
| 15th | 大木立道   | 大木立道(意外自殺) | 1        |
| 16th | 元淵恭一   | 川田章吾           | 0        |
| 17th | 日下友美子 | 桐山和雄           | 0        |
| 18th | 北野雪子   | 桐山和雄           | 0        |
| 19th | 清水比呂乃 | 相馬光子           | 0        |
| 20th | 新井田和志 | 千草貴子           | 1        |
| 21st | 千草貴子   | 相馬光子           | 1        |
| 22nd | 織田敏憲   | 桐山和雄           | 0        |
| 23rd | 南佳織     | 稻田瑞穗           | 1        |
| 24th | 稻田瑞穗   | 南佳織             | 1        |
| 25th | 旗上忠勝   | 相馬光子           | 0        |
| 26th | 瀧口優一郎 | 相馬光子           | 0        |
| 27th | 中川有香   | 榊祐子             | 0        |
| 28th | 松井知里   | 野田聰美           | 0        |
| 29th | 谷澤遙     | 野田聰美           | 0        |
| 30th | 野田聰美   | 內海幸枝           | 3        |
| 31st | 內海幸枝   | 野田聰美           | 1        |
| 32nd | 榊祐子     | 榊祐子(自殺)       | 2        |
| 33rd | 杉村弘樹   | 琴彈加代子         | 0        |
| 34th | 琴彈加代子 | 相馬光子           | 1        |
| 35th | 相馬光子   | 桐山和雄           | 6        |
| 36th | 瀨戶豐     | 桐山和雄           | 0        |
| 37th | 飯島敬太   | 桐山和雄           | 0        |
| 38th | 三村信史   | 三村信史(自殺)     | 1        |
| 39th | 桐山和雄   | 川田章吾           | 12       |
| 40th | 北野老師   | 七原秋也           | 2        |
| 41st | 川田章吾   | 桐山和雄           | 2        |
| 存活 | 中川典子   | -                  | 0        |
| 存活 | 七原秋也   | -                  | 1        |

## 特別篇
2001年4月7日，《大逃殺【特別篇】》正式於電影院公開上映，片長122分鐘。當然，同年3月畢業的國中學生已超越過15歲以上的限制，這很明顯的是以應屆畢業生為主，特地加長作品。而且，應屆畢業生憑畢業證書查核，只需1000日圓即可購票入場。

### 增添片段
除了修正影片缺失之外，亦為增添許多片段，特別付予延長放映時間制作，劇情描述更趨於完整。為此，本片導演深作欣二特地將已分離一年的演員們，再度集合拍攝籃球比賽片段，象徵三年B班的友誼長存。
| - 電影開頭數位修正 - 畢旅開始前的籃球賽片段 - 藤吉和國信之死數位修正 - 教室取景角度變更 - 桐山和雄攻擊診所延長 - 燈塔內女學生槍戰延長 | - 燈塔上七原秋也哭泣延長 - 三村駭入電腦前回想的籃球賽 - 北野對被駭電腦強迫關機 - 相馬光子的童年回憶 - 桐山和雄對戰相馬光子延長 | - 輓歌一：三年Ｂ班在籃球場上的友情 - 輓歌二：七原秋也與國信所在的夢境 - 輓歌三：中川典子與北野所在的夢境 |

| \| 角色名稱 \| 演員 \| 備註 \| \| ------------ \| ---------- \| -------------- \| \| 光子（童年） \| 利根川玲華 \| \| \| 未具名 \| 諏訪太朗 \| 中年男子 \| \| 未具名 \| 片岡禮子 \| 相馬光子的母親 \| \| 未具名 \| 大田奈奈美 \| 相馬光子的同學 \| \| 未具名 \| 野口綾奈 \| 相馬光子的同學 \| \| 未具名 \| 橫山一敏 \| 籃球比賽裁判 \| | 2001年5月21日，《大逃殺【特別篇】》數位光碟正式發行，內容介紹本片演員選角及特效處理的過程；演員訓練及電影拍攝的情況；電影配樂及電影首映的情形；電視廣告、電影海報、電影劇照及電影制作大事記。 另外，尚有全體演員與工作人員集體向深作欣二慶祝70歲生日的影像記錄，以及工作人員特別拍攝的搞笑片段。 |                |
| 角色名稱 | 演員 | 備註           |
| 光子（童年） | 利根川玲華 |                |
| 未具名 | 諏訪太朗 | 中年男子       |
| 未具名 | 片岡禮子 | 相馬光子的母親 |
| 未具名 | 大田奈奈美 | 相馬光子的同學 |
| 未具名 | 野口綾奈 | 相馬光子的同學 |
| 未具名 | 橫山一敏 | 籃球比賽裁判   |

## 3D版本
2010年5月，東映宣佈為向已故導演深作欣二致意，特地挑選生涯代表作《大逃殺》，重製轉換成3D立體電影《大逃殺3D》訂於11月20日上映。至於，原先版本的全部2500個鏡頭，重新通過數位技術轉換成3D立體畫面，運用CG技術進行後製加工，音效也被調整成電子音樂，塑造比擬身臨其境的感官效果，全部轉換工程的督導事宜，將由其子深作健太負擔監督。

## 獎項
| - 第24屆日本奧斯卡獎（日本アカデミー賞） - 「最優秀作品獎」（最優秀作品賞） - 「主演男主角獎」（主演男優賞）：藤原龍也 - 「最優秀導演獎」（最優秀監督賞）：深作欣二 - 「最優秀編劇獎」（最優秀脚本賞）：深作健太 - 「最優秀音樂獎」（最優秀音楽賞）：天野正道 - 「最優秀錄音獎」（最優秀録音賞）：安藤邦男 | - 第24屆日本奧斯卡獎（日本アカデミー賞） - 「最優秀剪輯獎」（最優秀編集賞）：阿部浩英 - 「新人演員獎」（新人俳優賞）：藤原龍也 - 「話題獎：作品」（話題賞：作品） - 藍絲帶獎（ブルーリボン賞） - 「作品獎」（作品賞） - 「新人獎」（新人賞）：藤原龍也 |

## 軼事
拍攝時，詮釋三年B班42位學生的演員之中，實際年齡是國中三年級學生（1985年出生）者，僅有前田亞季、小谷幸弘、三村恭代及金澤佑香利共4位，其他38位都已超過高中生以上的年齡。這38位演員之中，最年長者為山本太郎和安藤政信，已年滿25歲。其他演員之中，最年輕者為美波，剛年滿14歲。另外，特殊場合內亦有前田愛聲音演出，講解影帶小姐的宮村優子特別演出。
此前，日本著名導演兼任本片演員的北野武，在電影面臨禁映風暴之時，曾挺身公開發言「這情況如請脫衣舞孃跳脫衣舞讓性無能者欣賞一樣」，不留情面地直接对日本國會议员進行嘲諷，直指他們看不懂電影想要傳達的內容。
而一開始製作組預定由柴崎幸飾演千草貴子，栗山千明飾演相馬光子，但開拍前，導演深作欣二臨時決定把相馬光子和千草貴子的演員角色互換。這個決定遭到了兒子深作健太和製作組其他工作人員的強烈反對，理由是柴崎幸的性格很樂觀，與相馬光子的性格相差很大，但深作欣二力排眾議，堅持讓柴崎幸飾演相馬光子。後來二人都表現得非常出色，飾演千草的栗山千明也憑傑出的表現獲得美國導演昆汀·塔倫提諾的青睞，請她出演《追殺比爾》中制服美少女殺手的角色。

## 資料來源
1. 2001年金馬國際影展的觀摩影片之一，曾將本片譯名為《生存遊戲》，且該次驚鴻一瞥的機會，獲得當屆觀眾票選第二名的高度讚賞。
2. ↑  2000年11月17日，日本國會　第150回　文教委員會　會議記錄　第四號 的存檔，存档日期2007-10-08.
3. ↑  http://movie.now.com/home/movie?id=battleroyale3d%5B%5D
4. ↑  梁良：（《禁片大觀園》　學生被迫參加大逃殺　暴力場面異常血腥），《中國時報》2004年1月15日D4版（藝能百家樂）

## 外部連結
- 大逃殺3D，〈官方網站〉
- 爛番茄網站評價

（页面存档备份，存于），〈爛番茄網站〉
- 大逃殺（Battle Royale） （页面存档备份，存于），〈網路電影資料庫〉
- 大逃殺（Battle Royale） （页面存档备份，存于），〈日本電影資料庫〉
- 大逃殺GARD CAME （页面存档备份，存于），〈大逃殺制作委員會〉
- www.battleroyalefilm.net （页面存档备份，存于）
- 大逃殺資料網 （页面存档备份，存于）（繁體中文）
- 大逃殺網頁遊戲 （页面存档备份，存于）（繁體中文）
- 互联网电影数据库（IMDb）上《Battle Royale》的资料（英文）
- AllMovie上《Battle Royale》的资料（英文）
- Metacritic上《Battle Royale》的資料（英文）